# Dragline

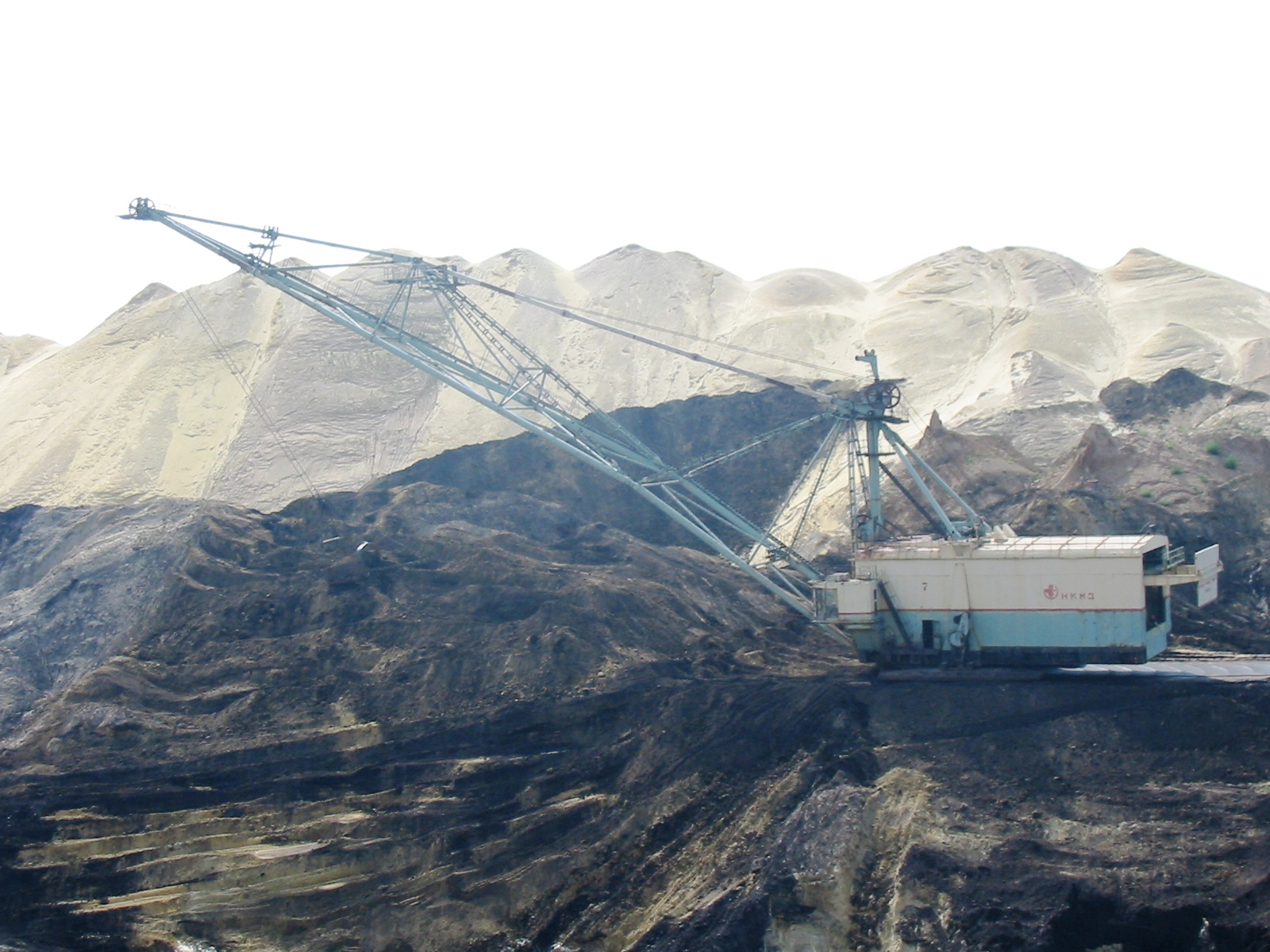
Dragline d'extraction

Une dragline est un engin d'excavation utilisé dans le génie civil et les mines à ciel ouvert. Cet engin est aussi appelé pelle à benne traînante. Cette pelle mécanique à câbles sert à extraire les matériaux meubles, comme la terre, le sable, le gravier, etc. Elle agit en raclant le terrain. Elle comprend un godet suspendu à une flèche de grue, traîné sur le sol par un câble de halage. Une fois rempli, le godet est relevé à l'aide d'un câble de levage fixé à la potence et mû par un treuil.
Les plus petits modèles de dragline sont utilisés en génie civil pour la construction de routes ou de ports ; les plus gros pour l'extraction minière à ciel ouvert. Selon leur taille, ils peuvent se déplacer sur chenilles ou sur patins. Les draglines sur patins sont aussi appelées « draglines marcheuses ».